# DP-SLAM
DP-SLAM (англ. Distributed Particle — Simultaneous Localization And Mapping) — один из подходов к решению задачи позиционирования подвижного робота методом SLAM, который использует относительно несложный фильтр частиц над массивом карт и положений робота. Этот метод был предложен исследователями университета Дьюка (Северная Каролина) в их публикации для Международной объединенной конференции по искусственному интеллекту IJCAI (англ. International Joint Conferences on Artificial Intelligence) в 2003 году. Через год на Международной конференции по робототехнике и автоматизации (англ. IEEE International Conference on Robotics and Automation) ими была представлена модернизированная версия алгоритма DP-SLAM 2.0.

## Описание метода
Применение метода стало возможным благодаря резкому удешевлении современной лазерной дальномерной техники и значительному прогрессу, достигнутому в области многочастичной фильтрации. В ходе работы создателям DP-SLAM удалось избежать применения затратных по времени EM-алгоритмов для многопроходного построения предварительных эвристических оценок базовой схемы SLAM. Взяв за отправную точку архитектуру метода FastSLAM в вычислительном алгоритме DP-SLAM удалось отказаться от использования маркеров-ориентиров, выделенных в окружающей робота среде. Такая редукция вычислительной схемы автоматически устранила широкий класс проблем, связанных с ассоциативностью экспериментальных данных и с априорными предположениями о маркерах. Однако издержкой такого подхода стала необходимость манипулировать и обновлять в памяти значительные объёмы информации с сотнями участков локально-промеренных карт местности. Тем не менее, представленный алгоритм в наихудшем случае продемонстрировал логоквадратичную сложность в зависимости от количества отсчётов и линейную сложность в зависимости от обозреваемой лазерным сенсором площади.

## Структурное представление карты
Карта представляется в виде сетки с заполнением ячеек, занятых препятствиями.
Хранить такую карту удобно в виде массива, где элементы, отражающие положение препятствий, имеют значение 1, а все остальные — 0.

## Оценка метода
Метод вызвал определённый интерес среди специалистов по прикладной математике и робототехнике. В ряде научных публикаций его эффективность — в сочетании с обновляемыми графами типа «генеалогическое древо» для представления оцифрованных карт местности — получила весьма высокие оценки. В 2007 году, благодаря наличию в открытом доступе детальной документации и относительной простоте реализации, характеристики метода DP-SLAM стали объектом скрупулёзного сопоставления с некоторыми другими вариантами (TEAMBOTICA и 6D-SLAM) общего алгоритма SLAM. В 2010 году группа французских исследователей обратила внимание, что программное воплощение алгоритмической базы DP-SLAM потребует не более, чем 200 строк кода на языке программирования Си.